# Награда Српске књижевне задруге
Награда Српске књижевне задруге је годишња награда српском књижевнику или научнику за животно дело.
Награда је основана 1992, поводом стогодишњице Српске књижевне задруге. Награду чине Повеља и новчани износ, а додељује је Председништво Српске књижевне задруге, на свечаној седници годишње скупштине.

## Добитници
Награду су добили следећи књижевни уметници и научници:
- 1992 — Десанка Максимовић
- 1993 — Радован Самарџић
- 1994 — Војислав Ђурић
- 1995 — Бранко В. Радичевић
- 1996–1998 — није додељивана
- 1999 — Милорад Екмечић
- 2000 — Миодраг Б. Протић
- 2001 — (?)
- 2002 — Милорад Ђурић (1937–2013)
- 2003 — није додељена
- 2004 — Стеван Раичковић
- 2005 — Бранимир Живојиновић
- 2006 — Миодраг Павловић
- 2007 — Момо Капор
- 2008 — није додељена
- 2009 — (?)
- 2010 — Милован Данојлић
- 2011 — Зоран Хр. Радисављевић
- 2012 — није додељена
- 2013 — Љубомир Симовић
- 2014–2015 — није додељивана
- 2016–2020 — (?)
- 2021 — Бранислав Баћовић[4]